# Ares J. Rosakis

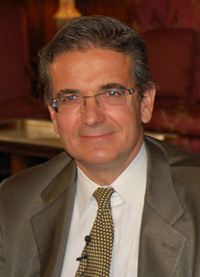
Ares J. Rosakis 2012

Ares J. Rosakis (Άρης Ροζάκις, * 12. September 1956 in Athen) ist ein griechisch-amerikanischer Maschinenbau- und Luftfahrtingenieur am California Institute of Technology (Caltech).

## Biografie
Rosakis erwarb 1978 an der Oxford University sowohl den Bachelor als auch den Master in Ingenieurwissenschaften. 1980 folgten ein erneuter Master und 1982 ein Ph.D. an der Brown University. Im selben Jahr erhielt er eine erste Professur (Assistant Professor) am Caltech, 1988 wurde er Associate Professor, 1993 erhielt er eine ordentliche Professur. Seit 2004 ist er in Nachfolge von Wolfgang Knauss Theodore von Kármán Professor of Aeronautics and Mechanical Engineering. Gastprofessuren führten ihn an die École normale supérieure (Paris) und die Oxford University.
Rosakis gilt als führend auf dem Gebiet des dynamischen Materialversagens fester Materialien, Verbundstoffe und Verbindungen. Mittels Hochgeschwindigkeitsfotografie, Echtzeitmessungen von Temperaturfeldern nahe sich dynamisch entwickelnder Sprünge und adiabatischer Scherbänder sowie neuentwickelter optischer und dynamischer Infrarot-Methoden untersucht er duktile Brüche. Er gilt als Erfinder der Coherent-Gradient-Sensing-Interferometrie (CGS-Interferometrie). Weitere Arbeiten befassen sich mit Rissen heterogener Materialien und Verbundwerkstoffe insbesondere unter Scherbedingungen, mit der Rissmechanik von Erdbeben, mit der Verlässlichkeit dünner Filme und mit der in-situ-Messtechnik auf Wafer-Ebene.
Rosakis hat laut Google Scholar einen h-Index von 72, laut Datenbank Scopus einen von 59 (jeweils Stand Juni 2024). Er hat sowohl die griechische als auch die US-amerikanische Staatsbürgerschaft.

## Auszeichnungen und Mitgliedschaften (Auswahl)
- 1985 Presidential Young Investigator Award der National Science Foundation (NSF)
- 2009 Mitglied der American Academy of Arts and Sciences[4]
- 2011 A. C. Eringen Medal der Society of Engineering Science (SES)[5]
- 2011 Mitglied der National Academy of Engineering (NAE)[6]
- 2012 Ordre des Palmes Académiques (Komtur)
- 2013 Mitglied der Europäischen Akademie der Wissenschaften und Künste
- 2014 Auswärtiges Mitglied der Academia Europaea[7]
- 2016 Von-Karman-Medaille der American Society of Civil Engineers (ASCE)[8]
- 2016 Mitglied der National Academy of Sciences (NAS)[9]
- 2017 Fellow der American Association for the Advancement of Science (AAAS)
- 2018 Timoschenko-Medaille der American Society of Mechanical Engineers (ASME)[10]
- 2024 Auswärtiges Mitglied der Royal Society

## Schriften (Auswahl)
- mit K. Ravi-Chandar: On crack-tip stress state: an experimental evaluation of three-dimensional effects, International Journal of Solids and Structures, Band 22, 1986, S. 121–134
- Herausgeber mit K. Ravi-Chanda: Analytical, numerical, and experimental Aspects of three dimensional fracture processes, ASME 1988
- Herausgeber mit W. G. Knauss: Non-linear fracture : contributions to an international Symposium, 4 Bände, Kluwer 1990
- Herausgeber mit H. P. Rosmanith: Dynamic Failure of Materials : Theory, Experiments and Numerics, Elsevier Applied Science 1991
- mit H. A. Bruck, T. Christman, W. L. Johnson: Quasi-static constitutive behavior of {\displaystyle Zr_{41.25}Ti_{13.75}Ni_{10}Cu_{12.5}Be_{22.5}} bulk amorphous alloys, Scripta Metallurgica et Materialia, Band 30, 1994, S. 429–434
- mit H. A. Bruck, W. L. Johnson: The dynamic compressive behavior of beryllium bearing bulk metallic glasses, Journal of Materials Research, Band 11, 1996, S. 503–511
- mit O. Samudrala, D. Coker: Cracks faster than the shear wave speed, Science, Band 284, 1999, S.  1337–1340
- mit P. Rosakis, G. Ravichandran, J. Hodowany: A thermodynamic internal variable model for the partition of plastic work into heat and stored energy in metals, Journal of the Mechanics and Physics of Solids, Band 48, 2000, S. 581–607
- mit J. Hodowany, G. Ravichandran, P. Rosakis: Partition of plastic work into heat and stored energy in metals, Experimental mechanics, Band 40, 2000, S. 113–123
- mit Michel Bouchon, Marie-Paule Bouin, Hayrullah Karabulut, M. Nafi Toksöz, Michel Dietrich: How fast is rupture during an earthquake? New insights from the 1999 Turkey earthquakes, Geophysical Research Letters, Band 28, 2001, S. 2723–2726
- mit K. Xia, H. Kanamori: Laboratory earthquakes: The sub-Rayleigh-to-supershear rupture transition, Science, Band 303, 2004, S. 1859–1861